# Nani della Terra di Mezzo

La compagnia dei Nani di Thorin Scudodiquercia insieme a Bilbo Baggins nel film Lo Hobbit - La battaglia delle cinque armate.

I nani (dwarves) sono una razza di Arda, l'universo immaginario fantasy creato dallo scrittore inglese J. R. R. Tolkien. Sono una delle razze più importanti della Terra di Mezzo e compaiono con un ruolo di spessore nei romanzi Lo Hobbit e Il Signore degli Anelli. Inoltre nel Silmarillion e in altre opere minori vengono aggiunti dettagli sulla loro origine e storia.

## Creazione e sviluppo
Nei Racconti perduti e Racconti ritrovati Tolkien presenta i nani come creature malvagie, disposti a stipulare alleanze persino con gli Orchi. Già in questi primi scritti i Nani hanno caratteristiche che rimarranno in tutte le opere dell'autore: bruttezza fisica, barbe lunghe e le abilità di modellare il metallo e di commerciare.
A partire dagli anni trenta i nani tolkieniani diventano creature non necessariamente malvagie, interessate unicamente alle ricchezze e al commercio. È proprio in questo periodo che Tolkien comincia a scrivere Lo Hobbit, un romanzo destinato ai bambini e il primo pubblicato dall'autore, nel 1937. La storia comincia come una vera e propria favola e i tredici nani protagonisti, infatti, sono simili, nell'aspetto e nel carattere, agli gnomi delle storie dei fratelli Grimm: amano cantare, indossano cappucci colorati e sono più o meno buffi.
Con l'incedere del racconto, tuttavia, i tredici nani rinnegano gli atteggiamenti fiabeschi e diventano simili a quelli della mitologia norrena, di cui Tolkien era un grande estimatore.
Come osservano Stuart D. Lee e Elizabeth Solopova i nani tolkieniani conservano molte delle caratteristiche di quelli dell'Edda poetica: sono grandi artigiani e costruttori, sovrani e guerrieri rispettati e vivono in regni sotto le montagne. La similitudine con i nani scandinavi risulta ancora più evidente se si considera che Tolkien trasse ispirazione dal Vǫluspá, il primo e più famoso poema dell'Edda poetica, per scegliere i nomi dei nani de Lo Hobbit e de Il Signore degli Anelli:
Ne Lo Hobbit e Il Signore degli Anelli (così come nelle opere successive) i nani tolkeniani non appaiono più come quelli incappucciati delle fiabe, bensì ricchi signori, adornati da argento e diamanti che conservano molte delle caratteristiche dei nani dell'Edda poetica, sebbene siano più simili agli eroi delle fiabe folcloristiche che a quelli mitologici. Nelle Appendici, inoltre, Tolkien riporta numerose notizie sulla storia, la cultura e la lingua dei nani.

### Etimologia

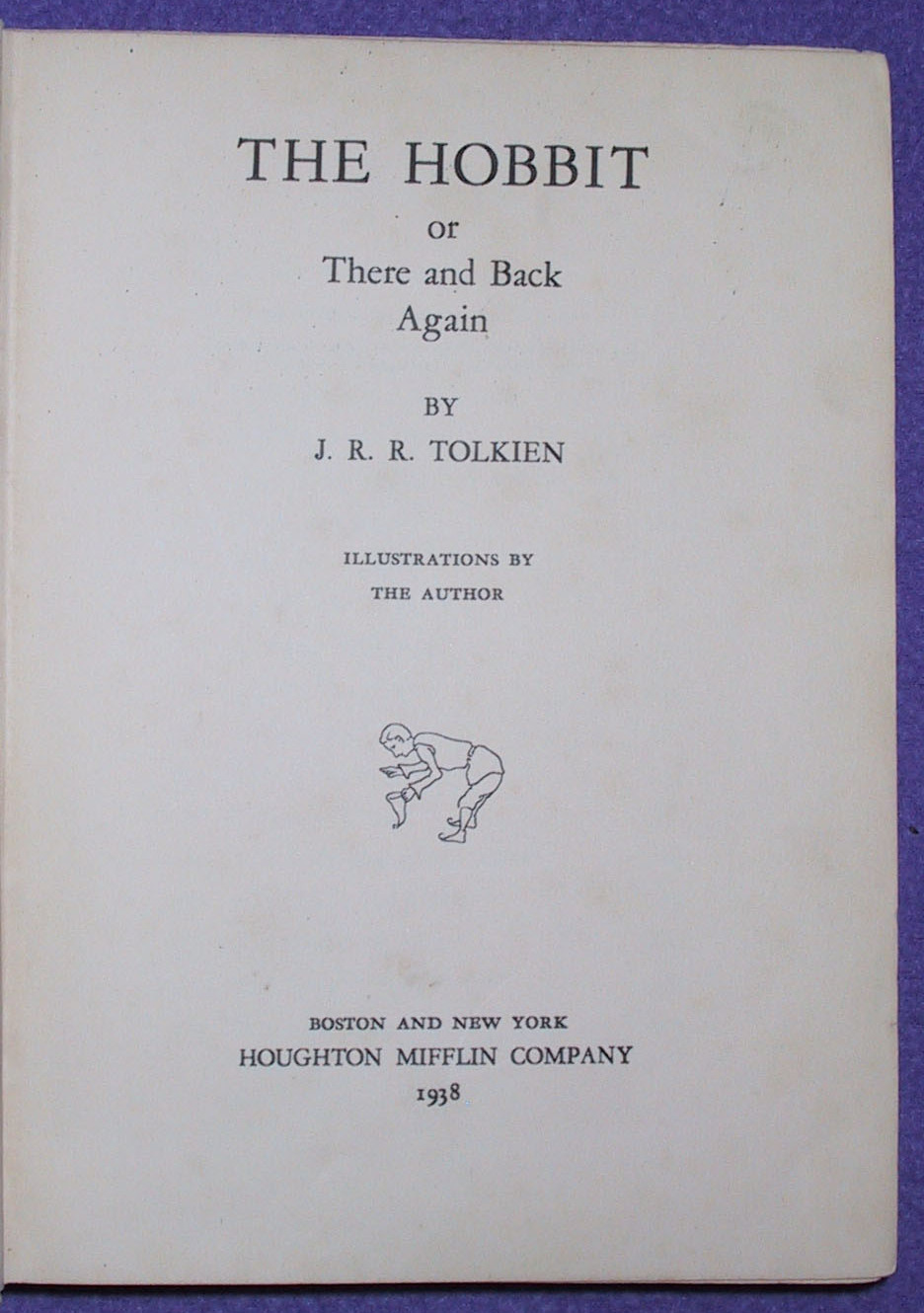
Lo Hobbit fu il primo romanzo pubblicato da Tolkien e il primo in cui l'autore utilizza la parola dwarves.

Ne Lo Hobbit, Tolkien utilizza la parola dwarves per indicare il plurale di dwarf, quando il pluale corretto è dwarfs. Resosi conto dell'errore, in una lettera del 1937 scritta a Stanley Unwin, afferma:
Tempo dopo, in una lettera indirizzata al direttore de The Observer e datata 16 gennaio 1938, Tolkien afferma:
In una lettera a Rayner Unwin del 1961 Tolkien critica duramente il lavoro dei correttori di bozze dell'edizione della Puffin Books de Lo Hobbit, colpevoli di aver sostituito la parola dwarves con la forma corretta dwarfs. Tolkien, infatti, aveva specificato il suo uso volontario del plurale dwarves per distinguere i suoi nani da quelli delle favole:

## Descrizione
(J. R. R. Tolkien, Il Signore degli Anelli - Appendice F.)

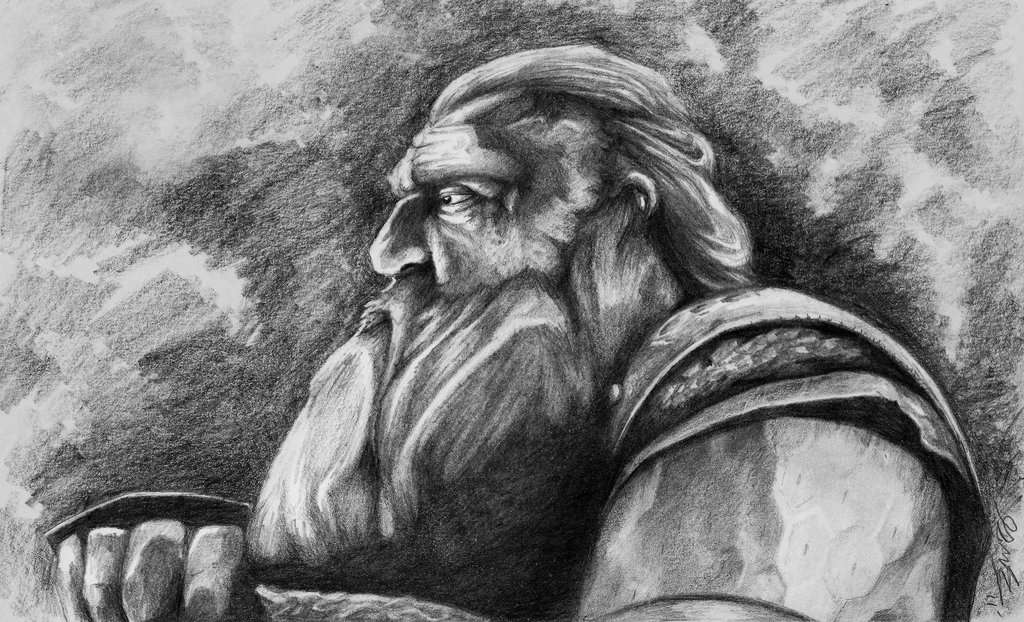
Illustrazione di Perrie Nicholas Smith, raffigurante Gimli, uno dei nani più famosi nei romanzi di Tolkien

I Nani sono esseri simili agli Uomini ma di piccola taglia e di fisionomia robusta. Hanno lunghe barbe e sono generalmente caratterizzati dalla predilezione per i luoghi sotterranei e per l'oro. I nani sono grandi minatori, artigiani, fabbri, costruttori e gioiellieri, lavorano alacremente e incessantemente per tutto il corso delle loro vite, attratti con persistenza dai metalli preziosi. Vivono più degli Uomini, in media fra i 500 e non oltre gli 800 anni, ma molti di loro si spengono a non più di 250 anni a causa delle molte guerre, nelle quali periscono prematuramente. Inoltre, come emerge chiaramente in Lo Hobbit i Nani mangiano molto e sono amanti della birra.
Non si può dire che siano buoni o cattivi, come rivela Tolkien ne Lo Hobbit:
(J. R. R. Tolkien, "Lo Hobbit annotato", Bompiani, Milano 2014, 285.)
Leali se rispettati dai loro alleati, vendicativi e tremendi se offesi e ingiuriati. Apparentemente così egoisti, si trovavano male con gli elfi proprio per questo motivo, dato che gli Eldar non tollerano la loro avarizia e le loro esigenze materialistiche. Tuttavia non si può dire che i nani siano del tutto indifferenti ai problemi degli altri, o che servano le forze maligne, dal momento che, quando ve n'era bisogno, emerge in loro il sopito buon senso e si schierano dalla parte del bene; infatti i nani detestano l'idea che qualcun altro possa dominarli, e non tollerano chiunque voglia imporre il proprio dominio anche sugli altri popoli, e odiano chi commette azioni nefande e spietate.
L'idea che i Nani possano essersi estinti, seguendo il filo logico dell'universo immaginario di Tolkien, viene riportata ne Il Ritorno del Re, quando Legolas dice a Gimli che mentre gli Uomini sono destinati a dominare il mondo, le altre specie umanoidi sono destinate a dissolversi o a scomparire lentamente: infatti gli elfi della Terra di Mezzo salpano quasi tutti per Aman (terra dei Valar) all'inizio della Quarta Era, eccetto alcuni Elfi Silvani e svariati Elfi Avari, destinati a perdere l'immortalità e a confondersi con gli uomini; presumibilmente ai Nani potrebbe essere toccata una sorte simile a quella degli Avari, ossia di essersi mescolati con gli uomini.
Tra gli Uomini vi era la convinzione che i Nani fossero solo maschi, e che nascessero dalle "buche delle montagne in cui scavavano"; in realtà questa diceria era totalmente fasulla, come riporta Gimli ne Il Signore degli Anelli, poiché i Nani erano divisi in maschi e femmine, e si riproducevano come le altre specie umanoidi. Le femmine nanesche erano però così simili nell'aspetto e nella voce ai complementari maschi, che spesso da membri di altre specie venivano confuse con i maschi; costituivano solo un terzo dell'intera popolazione nanesca. Per di più i Nani maschi a volte preferivano lavorare piuttosto che avere una famiglia, mentre le femmine erano abbastanza esigenti e non si accontentavano delle proposte di matrimonio a loro rivolte, volendo magari unirsi a dei Nani che non avevano interesse a sposarsi. Avrebbero potuto crescere di più se le femmine fossero state disposte ad avere figli con più maschi, ma queste non acconsentivano a una tale proposta, e inoltre i mariti erano molto gelosi. Così i Nani non avanzavano molto di numero, e rischiavano di estinguersi.

### Casate
Aulë crea i Sette Padri dei Nani, da cui discendono in seguito sette casate. Durin detto "il Senzamorte" fonda la stirpe nota come Popolo di Durin (Longobarbi nella nuova traduzione italiana dell'opera), che dimora a Khazad-dûm poi a Erebor, negli Ered Mithrin e nei Colli Ferrosi. Dwalin dà origine alla stirpe dei Vastifasci, che dimora a Belegost nei Monti Azzurri. Thràr è il capostipite della stirpe dei Barbafiamma, così chiamata a causa della prevalente colorazione rossa della barba, la quale dimora a Nogrod Nei Monti Azzurri. Degli altri quattro Padri non si conoscono i nomi, ma si sa che da essi discendono le casate chiamate Pugniferro, Barbedure, Piediroccia e Ciocchenere. Nani di altre case combattono a fianco della casa di Durin nella guerra tra Nani e Orchi del 2799 della Terza Era. Si racconta che alcune delle case orientali cadono sotto l'Ombra.

L'emblema del Popolo di Durin

Delle sette casate la più importante nei racconti di Tolkien è il Popolo di Durin (Sigin-tarâg in Khuzdul e Lungobarbi nella nuova traduzione italiana dell'opera), discendenti diretti del più vecchio dei sette padri dei nani, Durin. Il popolo di Durin si trasferisce a est delle Montagne Nebbiose dove fonda la città di Khazad-dûm. Essi perfezionano le loro arti, anche grazie all'arrivo dei nani provenienti dalle Montagne Azzurre, e Khazad-dûm diventa un regno potente e pieno di ricchezze. Durin I fu succeduto da molte generazioni di re, tra i quali apparvero altri sei Durin. I Nani credevano che questi sei fossero reincarnazioni (o anche rianimazioni) di Durin I, con ricordi delle sue vite precedenti. Durin VI fu ucciso dal Flagello di Durin nel 1980 T.E.. Durin non ritornò alla sua gente fino a che Durin VII apparve nella Quarta Era, un discendente di Thorin III figlio di Dáin II Piediferro, e un discendente in linea diretta di Durin il Senzamorte. Durin VII sarebbe diventato conosciuto come Durin l'Ultimo.
I Nanerottoli (Noegyth Nibin o Nibin-nogrim in sindarin) compaiono solo in alcuni punti del Silmarillion e in pochi altri scritti pubblicati postumi. Discendevano da Nani che in antichità furono banditi dalle città dell'Est. Essi così si ritrovarono a vagare nel Beleriand, ove si adattarono ad un'esistenza clandestina: dimenticate le arti fabbrili, si diedero ai furti e divennero più piccoli e lesti della loro razza, nonostante preservassero inaspettate forza e resistenza. Erano un popolo schivo e riservato, anche perché odiavano in genere tutte le altre razze della Terra di Mezzo, in particolare Orchi ed Elfi, e ancor di più gli Elfi Esuli i quali, a detta loro, li avevano derubati di terre e case. In effetti, Nargothrond (in lingua nanica Nulukkizdîn) era stata fondata dai Nanerottoli prima ancora che vi si stabilisse Finrod Felagund. Unici rappresentanti ad apparire nella saga sono Mîm e i suoi due figli, Ibun e Khîm, ultimi della loro razza. Vissero ai tempi di Túrin, che ospitarono nella loro residenza ad Amon Rûdh. Khîm morì ucciso da uno dei compagni di Túrin, mentre Ibun perì per mano degli Orchi. Mîm, dal canto suo, si trasferì a Nargothrond dopo la morte di Glaurung, dichiarandosi padrone delle ricchezze ivi custodite. Dopo qualche tempo fu ucciso da Húrin, al quale si era opposto mentre entrava a Nargothrond.

### Lingua
Il Khuzdul era rimasto invariato dalla sua ideazione, era protetto gelosamente dai Nani, tanto che sembra che nessuno che non fosse un nano potesse parlarlo. I nani tendevano ad utilizzare altre lingue nei rapporti con le altre genti, e ad usare il nanesco solo ed esclusivamente tra di loro. Per un nano, il proprio nome originale in nanesco era uno dei segreti più preziosi e meglio custoditi.

## Storia nel legendarium di Tolkien
Prima che qualsiasi altra creatura parlante venisse al mondo per volere di Eru Ilúvatar, Aulë, uno dei Valar, desideroso di insegnare a delle creature la sua arte di fabbro, creò di nascosto i Nani, ad immagine di come aveva avuto visione degli Elfi. Aulë fu rimproverato da Eru per la sua opera in quanto non aveva il potere di creare, ma solo quello di ordinare le cose già create: Eru gli fece capire che senza la Fiamma Imperitura i Nani sarebbero stati come fantocci privi di un'esistenza indipendente da Aulë; ma alla fine Ilúvatar, per compassione, gli concesse di non distruggere le sue creature, accettandole come figli adottivi e donando loro una coscienza indipendente; essi però avrebbero dovuto dormire fino all'avvento degli Elfi. Poiché erano destinati ad apparire nei giorni del potere di Melkor, Aulë rese i Nani:
(J. R. R. Tolkien, Il Silmarillion)
Aulë riservò ai nani un posto nelle Aule di Mandos e lì pose a dormire i Sette Padri dei Nani che aveva creato. Di loro si conosce solo il nome di Durin, la sua stirpe dimorava a Khazad-dûm e fu quella che più di tutte conquistò gloria e onori e tesori, ma che al tempo stesso fu più colpita da disgrazie; oggi molti dei Nani più impavidi e abili in battaglia portano il suo nome.

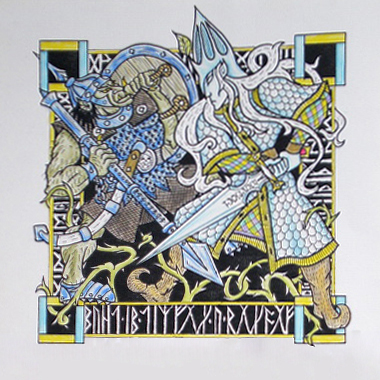
A destra il Re Elfico Thingol, la cui morte segnò l'inizio delle ostilità tra Elfi e Nani.

Non è ben chiaro come avvenne il loro risveglio: le prime informazioni che abbiamo di loro si riferiscono all'incontro dei Nani di Nogrod e Belegost con gli Elfi di Thingol, Supremo Signore delle genti del Doriath. In quel periodo, Thingol si impossessò di uno dei Silmaril e chiamò una compagnia di nani per incastonarlo nella più bella collana mai esistita, la Nauglamír. I nani rimasero affascinati dal Silmaril, ma acconsentirono a realizzare la Nauglamir. Thingol si recò nelle fucine dei nani, ammirandone l'operato. Un giorno, i nani completarono la Nauglamir e Thingol allungò la mano per impadronirsene. Ma i Nani non glielo permisero e con una scusa cercarono di impadronirsene:
Thingol capì l'avidità dei Nani e, incurante del pericolo che correva, si rivolse a loro con parole di disprezzo:
Il Re degli Elfi ordinò ai Nani di andarsene dal Doriath, ma questi lo attaccarono e lo uccisero. La notizia della morte di Thingol si sparse velocemente così da permettere agli Elfi di vendicare il loro re e di recuperare la Nauglamìr, la quale venne riportata alla regina Melian. Solo due dei nani uccisori di Thingol sopravvissero e si rifugiarono tra i Monti Azzurri: riferirono in parte l'accaduto, soggiungendo che i Nani erano stati uccisi nel Doriath per ordine del Re degli Elfi, che così intendeva sottrarsi al pagamento del compenso loro dovuto. Questa storia segnò l'inizio del tanto famoso odio tra Elfi e Nani.
Utilizzando i Sette Anelli del Potere, i Nani divennero immensamente ricchi e potenti, ma nei loro cuori si accesero l'ira e una incontrollabile brama per l'oro, da cui derivò abbastanza male a vantaggio di Sauron.
Nella Terza Era i regni dei Nani cominciarono a cadere. Sauron si insediò a Dol Guldur e gli orchi si insediarono e si moltiplicarono nelle caverne delle Montagne Nebbiose. Nonostante la crisi, sia sul fronte demografico che su quello commerciale, i nani continuarono ad estrarre ed a esportare mithril. Essendo i filoni superficiali del prezioso metallo quasi tutti esauriti, essi scavarono sempre più in profondità e con sempre più cupidigia sotto il Caradhras, risvegliando un Balrog di Morgoth, un essere orrendo fuggito da Thangorodrim un'era prima e rifugiatosi nelle viscere delle Montagne Nebbiose: esso decimò nani, nell'anno 1980 della Terza Era questa creatura uccise il re di Moria Durin VI, e l'anno seguente suo figlio Náin I. I Lungobarbi, che vivevano per intero a Moria furono costretti a lasciare la loro patria e vagare per varie zone della Terra di Mezzo. Dopo essere stati scacciati da Moria dal Flagello di Durin, la maggior parte del Popolo di Durin si ritirò al nord, e fondò città a Erebor e negli Ered Mithrin. Ma entrambi più tardi furono occupati dai Draghi, e allora divennero un popolo errante in esilio. La maggior parte di loro si stabilì ai Colli Ferrosi, mentre altri sotto Thráin II si spostarono a ovest, fino ad arrivare agli Ered Luin e stabilirvisi. 
Moria fu conquistata dagli orchi; i nani radunarono così un grosso esercito, guidato dal Popolo di Durin e composto da tutte le restanti casate, e mossero guerra al nemico lungo tutti i loro insediamenti sulle Montagne Nebbiose. Lo scontro decisivo della guerra fu la battaglia di Azanulbizar, che si combatté nel 2799 T.E. nella valle di Azanulbizar, presso l'ingresso orientale di Moria. Al termine di una lunga e sanguinosa battaglia, Dáin II Piediferro uccise Azog, il capo degli orchi, e i nani riuscirono infine a prevalere. L'esercito nemico venne annientato, ma anche i nani subirono perdite enormi: le vittime tra i nani furono talmente tante che non fu possibile seppellire tutti i corpi, che nell'occasione vennero bruciati. Ciononostante Moria non fu riabitata per paura del Flagello di Durin, e Dáin tornò ai Colli Ferrosi e Thráin II e Thorin Scudodiquercia nel Dunland
Dopo molti anni Thorin, nella spedizione alla quale parteciparono anche Gandalf e Bilbo Baggins, oltre ad altri nani (tra cui Glóin, il padre di Gimli, membro della Compagnia dell'Anello) riuscì a sconfiggere Smaug e a riprendersi il tesoro dei nani e riconquistare Erebor. Dáin II Piediferro salì al trono, succedendo suo cugino Thorin, ucciso durante la battaglia dei cinque eserciti contro gli orchi.
Poco prima degli eventi narrati ne "La compagnia dell'Anello" Balin, amico di Bilbo Baggins e cugino di Gimli, tentò di riappropriarsi delle miniere, ma lui e i suoi compagni furono tutti uccisi dal Balrog che aveva cacciato i nani la prima volta e da un enorme contingente di orchi. La tomba di Balin è situata nell'ultima stanza conquistata dagli orchi e dai troll, dove gli ultimi nani presenti furono intrappolati e uccisi.

## Lista

### Andhod
Andod è un nano del clan di Fundin che appare nel videogioco Il Signore degli Anelli: La Terza Era (comunque sotto il nome di Hadhod, e appare anche tra gli eroi personalizzati nel videogioco per PC Il Signore degli Anelli: La Battaglia Per La Terra di Mezzo II) non ci sono però prove della sua esistenza nella saga tolkeniana perciò rimane un personaggio non canonico. Nel videogioco trova e prende con sé l'elmo di drago di Azaghâl trovato nei sotterranei di Moria orientale.

### Azaghâl
Azaghâl era re di Belegost durante la Prima Era. Fu ucciso dal drago Glaurung dopo che lo aveva ferito nella Battaglia delle Innumerevoli Lacrime. L'Elmo di Hador (detto anche Elmo di Drago del Dor-lómin) fu originariamente costruito per lui da Telchar. Lo donò a Maedhros dopo che questi gli salvò la vita in un'imboscata degli Orchi.

### Balin
Balin era uno dei dodici accompagnatori di Thorin Scudodiquercia e Bilbo Baggins nella Ricerca di Erebor. Figlio di Fundin e fratello maggiore di Dwalin, nacque nell'anno 2763 della Terza Era. Balin fu mandato in esilio dal drago Smaug nell'anno 2770, insieme con i Nani della Montagna Solitaria sopravvissuti. Nell'anno 2790, Balin seguì Re Thráin II nella sanguinosa battaglia dei Nani e degli Orchi, dopo che si era sistemato per un po' in una colonia di Nani sui Monti Azzurri. Nel 2841, Balin iniziò una sventurata ricerca con Re Thráin II per ritornare a Erebor. Questo viaggio terminò con la scomparsa e la morte di Thráin II. Balin ritornò sui Monti Azzurri.
Durante la Ricerca, esattamente un secolo dopo, lui e Bilbo divennero intimi amici. Molti anni dopo la distruzione di Smaug, Balin fu a capo di una spedizione per ricolonizzare Khazad-dûm a cui parteciparono diversi nani di Erebor, con la disapprovazione di Dáin II Piediferro, fra cui: Ori, Óin, Frár, Lóni, Nali e Flói. Sebbene la colonia avesse un buon inizio, Balin fu ucciso dopo solo pochi anni, all'inizio di un assalto di Goblin che distrusse la colonia. Ne La Compagnia dell'Anello la Compagnia trovò la sua tomba, nella stanza di Mazarbul, dove ci fu l'ultima difesa dei nani, che infine vennero trucidati. Il libro di Khazad-dûm venne ritrovato da Gandalf che lo diede a Gimli.
Nel film The Hobbit del 1977 è doppiato da Don Messick. Nella trilogia di Peter Jackson è interpretato dall'attore Ken Stott ed è doppiato in italiano da Carlo Valli. Nel film Balin viene mostrato come il più anziano della compagnia, ed inoltre stringerà un ottimo rapporto con Bilbo. Durante l'attacco di Smaug alla Montagna Solitaria, Balin viene salvato dalle fiamme del drago da Thorin. Ne Lo Hobbit - Un viaggio inaspettato è il secondo ad entrare a casa di Bilbo e racconterà allo hobbit la battaglia di Azanulbizar. Ne Lo Hobbit - La desolazione di Smaug convincerà Bard a traghettarli verso la Città del Lago.

### Bifur
Bifur era uno dei dodici accompagnatori di Thorin Scudodiquercia e Bilbo Baggins nella Ricerca di Erebor. Cugino di Bofur e di Bombur, non era un discendente di Durin. Inoltre, era pazzo per la pizza e il formaggio, indossava un cappuccio giallo e suonava il clarinetto. Sopravvisse al viaggio nelle botti all'asciutto e senza ammaccature, ma non poteva ancora muoversi dopo la traumatica esperienza. Inoltre combatté abbastanza coi Troll prima di essere gettato nel sacco e aiutò a salvare il povero Bilbo Baggins, e fu fatto scendere scomodamente vicino al fuoco come un'esca.
Nel film The Hobbit del 1977 Bifur è doppiato da Jack DeLeon. Nella trilogia di Peter Jackson è interpretato dall'attore William Kircher, e parla solo nanico antico perché ha un'ascia conficcata in testa, finché nella Battaglia delle Cinque Armate non si scontra con un orco, nella cui testa si conficca l'altra estremità dell'ascia, che dopo un tira e molla tra Bifor Bofur e Bombur e l'orco, finalmente si stacca dalla testa del nano. La perdita dell'ascia permette a Bifur di parlare di nuovo. È doppiato in italiano da Francesco Sechi.

### Bofur
Bofur era uno dei dodici accompagnatori di Thorin Scudodiquercia e Bilbo Baggins nella Ricerca di Erebor. Cugino di Bifur e fratello di Bombur, non era un discendente di Durin. È il nano menzionato di meno ne Lo Hobbit; pertanto, si sa poco del resto della sua vita. Sappiamo solo che a lui piacevano le torte di mele, la marmellata di lamponi e il tè e che, come il cugino Bifur, suonava il clarinetto e portava un cappuccio giallo. Non ebbe un così duro viaggio nelle botti come la maggior parte dei suoi compagni di viaggio, ma era ancora troppo irrigidito per aiutare gli altri nani ad uscire fuori dai barili. Insieme con il fratello Bombur, fu quasi ucciso dal drago Smaug quando fu intrappolato sul fondo di una scogliera nella Montagna Solitaria, ma fu salvato in tempo.
Nel film The Hobbit del 1977 Bofur è doppiato da Jack DeLeon. Nella trilogia di Peter Jackson è interpretato dall'attore James Nesbitt ed è doppiato in italiano da Antonio Palumbo. Nonostante nel libro Bofur sia tra i nani meno menzionati, nel film è preso molto più in considerazione. In particolare, insieme a Balin, è tra i nani che stringono più amicizia con Bilbo. Ne La desolazione di Smaug, al momento della partenza dei nani verso la Montagna Solitaria, si sveglia tardi e rimane alla Città del Lago insieme ad Óin, Fili e Kili. Ne La battaglia delle Cinque Armate dà un valido contributo alla battaglia, prima aiutando, con l'aiuto del fratello, il cugino Bifur che era rimasto incastrato con un orco, e poi controllando un troll salendogli in groppa e "guidandolo" con delle catene contro l'esercito nemico.

### Bombur
Bombur era uno dei dodici accompagnatori di Thorin Scudodiquercia e Bilbo Baggins nella Ricerca di Erebor. Cugino di Bifur e fratello di Bofur, non era un discendente di Durin. Era il più grasso quando aiutò Thorin Scudodiquercia.
"Povero e grasso", Bombur è spesso mostrato come l'ultimo in ogni cosa: è l'ultimo ad entrare nella casa di Beorn e l'ultimo ad attraversare il Fiume Incantato nel Bosco Atro. È anche raffigurato come balordo e pasticcione: ruzzola con Bifur e Bofur su Thorin quando entrano nella casa di Bilbo, entra nella casa di Beorn prima del dovuto, e cade anche nel Fiume Incantato. Non fidandosi di nessun percorso di montagna né delle funi per reggere il suo peso, sceglie di stare fermo e di fare la guardia all'accampamento della compagnia, mentre gli altri scalano Erebor. Tuttavia viene obbligato ad usare le funi per fuggire dal drago Smaug.
Bombur dorme in molti momenti-chiave nel libro. Quando cade nel Fiume Incantato, cade in un incantesimo che lo fa dormire per giorni, obbligando i suoi disperati compagni a portarlo sulle spalle. Durante l'assedio di Erebor, Bilbo usa la sonnolenza di Bombur a suo vantaggio, promettendo di fare la guardia notturna al posto suo e permettendogli di dormire. Inoltre, stava dormendo quando la sua botte fu aperta alla Città del Lago e quando Bilbo scoprì l'entrata segreta ad Erebor.
Molti anni dopo, ne Il Signore degli Anelli, Frodo Baggins chiede informazioni di Bombur e apprende che è diventato così grasso, che c'è bisogno di sei giovani nani per sollevarlo, e che non può muoversi dal suo letto al suo divano.
Nella trilogia de Lo Hobbit è interpretato dell'attore Stephen Hunter ed è doppiato in italiano da Mauro Magliozzi. La scena dove cade nel fiume incantato e si addormenta è mostrata solo nella versione estesa de Lo Hobbit - La desolazione di Smaug.

### Borin
Borin era un nano della Linea di Durin, secondo figlio del Re Náin II. Era progenitore di Balin e di Gimli.

### Dáin I
Dáin I, figlio di Náin II, fu l'ultimo Re di tutta la Gente di Durin. Sotto Dáin I, gli attacchi dei draghi alle loro miniere di Ered Mithrin continuarono, e fu ucciso da un drago freddo nell'anno 2589 della Terza Era, e gli successero i suoi figli Thrór e Grór. I superstiti di questo popolo abbandonarono Ered Mithrin e fuggirono a sud, dove Thrór fondò il Reame di Erebor e Grór prese potere sui Colli Ferrosi.

### Dáin II Piediferro
Dáin II Piediferro compare con un ruolo secondario nel romanzo Lo Hobbit e viene citato anche ne Il Signore degli Anelli e nei Racconti incompiuti.
All'interno del corpus dello scrittore, Dáin è un Nano, cugino di secondo grado di Thorin Scudodiquercia e, alla morte di quest'ultimo, Re Sotto la Montagna e Re del Popolo di Durin. Divenne famoso per aver ucciso l'orco Azog durante la battaglia di Nanduhirion. Secondo John D. Rateliff, Dáin svolge "un ruolo minore, ma fondamentale" ne Lo Hobbit, cioè quello di colmare il vuoto creato da Thorin dopo che egli muore per mano di Bolg.
Dáin è un discendente di Grór, il più giovane figlio di Dáin I della stirpe di Durin. Partecipa alla battaglia di Nanduhirion dove assiste impotente alla morte di suo padre Náin per mano dell'Orco Azog. Dáin affronta faccia a faccia il grosso orco e, alla fine, riesce ad ucciderlo in duello. La sua impresa diventa nota in tutta la Terra di Mezzo e, dopo la morte di suo nonno Grór, il giovane nano diventa nuovo signore dei Nani dei Colli Ferrosi nelle Terre Selvagge.
Ne Lo Hobbit, Dáin accorre con cinquecento nani in aiuto di Thorin Scudodiquercia, suo cugino di secondo grado. Thorin, infatti, aveva da poco riconquistato il tesoro di Erebor ed aveva bisogno dell'aiuto di Dáin per proteggerlo dagli uomini della Città del Lago e, soprattutto, dagli elfi silvani di re Thranduil. Giunti ai piedi della Montagna Solitaria, Dáin ed il suo esercito si ritrovano coinvolti nella sanguinosa battaglia dei cinque eserciti, nella quale Thorin e i suoi nipoti Fíli e Kíli persero la vita. Dopo la battaglia, Dáin diviene Re Sotto la Montagna e Re del Popolo di Durin, il primo non in linea diretta.
Dáin viene citato anche ne Il Signore degli Anelli: nel 3017, un cavaliere notturno proveniente da Mordor si presenta ad Erebor e gli promette la restituzione di tre dei Sette Anelli dei Nani e del reame di Moria in cambio di informazioni su Bilbo Baggins. Dáin non si lascia tuttavia corrompere, e nell'ottobre 3018 invia Glóin e Gimli al Consiglio di Elrond per riferire quanto accaduto. Viene ucciso durante la battaglia di Dale nel 3019 T.E., difendendo il corpo del suo alleato re Brand di Dale davanti alle porte di Erebor. Gli succede il figlio Thorin III Elminpietra.
Nella trilogia cinematografica de Lo Hobbit diretta da Peter Jackson, in cui compare soltanto nell'ultimo capitolo, Dáin è interpretato dall'attore scozzese Billy Connolly ed è doppiato in italiano da Roberto Draghetti. Diversamente da tutti gli altri nani visti nelle due trilogie dirette da Jackson, Dáin è l'unico di essi che è stato ricreato in CGI (ad eccezione della scena finale presente nella versione estesa, in cui è incoronato Re di Erebor), poiché secondo il regista mezze giornate di trucco per poche scene del personaggio avrebbero solo rallentato i tempi, oltre al fatto che a Billy Connolly fosse stata diagnosticata la sindrome di Parkinson. Contrariamente al libro, egli non partecipa alla battaglia di Azanulbizar, in cui uccide Azog dopo che questo ha spezzato il collo a suo padre Náin. Dáin parte dai Colli Ferrosi verso Erebor per aiutare suo cugino Thorin Scudodiquercia (come nel libro, Thorin ha inviato un corvo ai Colli Ferrosi) a respingere le pretese degli Elfi e degli Uomini, ma con l'arrivo degli Orchi le forze del bene decidono di allearsi per combattere il nemico comune. In battaglia, indossa un elmo gallico, brandisce un martello e cavalca un maiale, mentre i suoi consanguinei cavalcano gli arieti. Dopo la battaglia dei cinque eserciti, in cui Thorin, Fíli e Kíli vengono uccisi, Dáin diventa il nuovo Re di Erebor, ma la sua incoronazione viene mostrata solo nella versione estesa.

### Dís
Dís era una Nana, figlia di Thráin II e sorella di Thorin Scudodiquercia. Era la madre di Fíli e Kíli, e l'unica Nana nominata da Tolkien.

### Dori
Dori era uno dei dodici accompagnatori di Thorin Scudodiquercia e Bilbo Baggins nella Ricerca di Erebor. Era il fratello di Nori e Ori. Dori aveva il compito di portare sulle spalle Bilbo nelle gallerie delle Montagne Nebbiose, ma Dori lasciò cadere Bilbo, e gli altri nani lo incolparono per avergli fatto "perdere il loro scassinatore". Più avanti, durante la fuga dai Lupi, quando tutti loro si salvarono sugli alberi, Dori ridiscese dall'albero per aiutare Bilbo, che non poteva salire sull'albero da solo. Quando le Aquile li portarono via, Bilbo si aggrappò alle gambe di Dori, quando se ne andarono. Lo Hobbit racconta che Dori era "un bravo compagno, nonostante il suo mormorare", mentre Thorin lo descrive come il più forte della compagnia.
Nel film The Hobbit del 1977 è doppiato da John Stephenson. Nella trilogia di Peter Jackson è interpretato dall'attore Mark Hadlow ed è doppiato in italiano da Roberto Stocchi. Viene spesso mostrato a rimproverare Ori, suo fratello minore.

### Durin

Emblema personale di Durin il Senzamorte, nel cancello occidentale di Moria

Durin, meglio conosciuto come Durin il Senzamorte, era il più anziano dei Sette Padri dei Nani, il primo ad essere creato da Aulë, prima che venissero create le altre razze; per questo fu addormentato finché fosse arrivato il suo tempo.
Regnò sul suo popolo a Khazad-dûm, magnifica tra le dimore naniche che mai vi furono. Si sposò molto tardi ed è detto il Senza Morte, dato che morì in età molto avanzata, alla fine della Prima Era. Suoi illustri discendenti furono Thráin I, Thrór, Thráin II e Thorin Scudodiquercia.
Nella scelta del nome, è possibile che Tolkien si sia ispirato a Durinn, presente nel Gylfaginning precisamente nella lista dei capostipiti dei nani (Dvergatal).
Secondo Tolkien, Durin fu creato, con gli altri Padri dei Nani, da Aulë agli albori di Arda ma fu risvegliato solo dopo la venuta degli Elfi, durante gli Anni degli Alberi, quando la Terra di Mezzo era illuminata solo dalle stelle. Non si sa quanto visse (sicuramente più di 500 anni). Vi sono altri sei re Nani chiamati Durin, ritenute le sue reincarnazioni. All'epoca di Durin III (Seconda Era) avvenne la forgiatura degli Anelli del Potere. Durin VI e suo figlio, Náin I furono uccisi dal Flagello di Durin nel 1981 della Terza Era. I Lungobarbi, il popolo di Durin (l'unica stirpe nanica che combatté sempre il Nemico, Morgoth o Sauron) andarono allora ad Erebor. I Nani credono che apparirà Durin VII (sarà probabilmente l'ultimo Durin) quando essi riconquisteranno Khazad-dûm. L'Ascia di Durin, arma appartenuta a Durin in persona, è un cimelio molto prezioso per i Nani, andato tuttavia perduto nel 2994 T.E.

### Durin II
Si conosce poco sul Regno di Durin II, sebbene si sa che durante il suo regno, i Nani di Khazad-dûm strinsero un'alleanza con i primi Uomini della Valle dell'Anduin.

### Durin III
Durin III fu il primo portatore di uno dei Sette Anelli, sebbene gli stranieri non lo avessero saputo fino alla fine della Terza Era. Secondo alcune leggende, l'anello non gli fu consegnato da Sauron, ma da Celebrimbor in persona, come segno della loro amicizia. Nella serie TV Il Signore degli Anelli - Gli Anelli del Potere, è interpretato da Peter Mullan e doppiato da Ennio Coltorti.

### Durin IV
Sappiamo poco di Durin IV: è molto probabile che si sia unito a Gil-Galad e ad Elendil nell'Ultima Alleanza. Nella serie TV Il Signore degli Anelli - Gli Anelli del Potere, invece, viene rappresentato come il figlio di Durin III e il migliore amico di Elrond, è interpretato da Owain Arthur e doppiato da Simone Mori.

### Durin V
Durin V visse in Khazad-dûm, e con l'aiuto dell'Anello il suo regno prosperò.

### Durin VI
Durin VI, un re dei nani, signore di Khazad-dûm e grande minatore. Venne ucciso nella sua reggia dal Flagello di Durin. Suo figlio fu Náin I.

### Durin VII l'Ultimo
Durin VII era un discendente di Thorin III Elminpietra della Gente di Durin, che era signore dei Nani di Erebor e dei Colli Ferrosi nelle Terre Selvagge.

### Dwalin
Dwalin era uno dei dodici accompagnatori di Thorin Scudodiquercia e Bilbo Baggins nella Ricerca di Erebor. Il suo nome è preso da Dvalinn, un nano dell'Edda poetica e della Mitologia norrena. Figlio di Fundin e fratello minore di Balin, Dwalin era uno degli ultimi nani menzionati ne Lo Hobbit, anche se fu il primo nano ad arrivare alla casa di Bilbo. Indossava un cappuccio verde scuro e una cinta dorata e aveva una barba blu e, come suo fratello Balin, suonava la viola. Dwalin prestò un cappuccio e un mantello a Bilbo, quando cominciarono il viaggio, mantello che Bilbo conserverà per tutta la vita e utilizzerà per il suo secondo viaggio verso Erebor. Ebbe sette figli e tre figlie, un numero particolarmente elevato per un nano. Morì nell'anno 91 della Quarta Era a 340 anni.
Nel film The Hobbit del 1977 è doppiato da Jack DeLeon. Nella trilogia di Peter Jackson è interpretato dall'attore Graham McTavish ed è doppiato in italiano da Bruno Conti. Così come nel libro, anche nel film è il primo nano ad entrare a casa di Bilbo. Viene visto combattere nel flashback della battaglia di Azanulbizar, dove per pochi secondi lo si vede scontrare con Bolg. In Un viaggio inaspettato, insieme a Thorin, è molto scettico nei confronti di Bilbo. Ne La battaglia delle cinque armate va a Collecorvo insieme a Thorin, Fili e Kili, ma riesce a sopravvivere alla trappola di Azog.

### Farin
Farin era il figlio di Borin e il padre di Fundin e Groin. Perciò era nonno di Balin, Dwalin, Óin e Glóin.

### Fíli
Fíli era uno dei dodici accompagnatori di Thorin Scudodiquercia e Bilbo Baggins nella Ricerca di Erebor. Lui e suo fratello Kíli erano figli di Dís, sorella di Thorin. I due fratelli venivano descritti come molto giovani in termini di Nani, più giovani degli altri per qualche cinquantina d'anni, e con una vista molto acuta. Fíli confermò la vista di Bilbo di una barca lungo il Fiume Incantato. I fratelli sono ripetutamente descritti come allegri, gli unici due ad uscire dalle botti "più o meno sorridendo". Insieme a Kíli, Fíli cadde nella Battaglia dei Cinque Eserciti, difendendo suo zio Thorin.
Nella trilogia di Peter Jackson è interpretato dall'attore Dean O'Gorman, scelto per sostituire Rob Kazinsky dopo l'abbandono di quest'ultimo. È doppiato in italiano da Corrado Conforti. La morte di Fìli, così come quella di suo fratello Kìli, nel film è diversa rispetto a quella del libro. Infatti non muore difendendo Thorin, ma viene catturato dagli orchi a Collecorvo ed ucciso da Azog sotto gli occhi di Thorin, Kìli, Bilbo e Dwalin.

### Flói
Flói era uno dei sei capi-Nani che entrarono a Moria con Balin.
Morì nella battaglia che vide impegnati i nani nella riconquista di Moria.
Venne sepolto vicino al Mirolago.

### Frár
Frár era uno dei sei capi-Nani che entrarono a Moria con Balin.
Assieme a Lóni e Náli cadde difendendo il Ponte di Khazad-dûm e il Secondo Salone.

### Frerin
Frerin era il secondo figlio di Thráin II e il fratello minore di Thorin Scudodiquercia. Si sa poco di lui tranne che perì in giovane età quando si unì nella battaglia di Azanulbizar, nella battaglia finale della Guerra tra i Nani e gli Orchetti, sotto il cancello-Est di Khazad-dûm.

### Frór
Frór era un nano della linea di Durin, fratello di Thrór e Grór che fu ucciso con suo padre Dáin I da un Drago nelle Montagne Grigie. Il regno del clan della Gente di Durin passò quindi al fratello Thrór, che fondò il regno di Erebor. Però, la maggior parte della Gente di Durin decise di fermarsi con il fratello minore di Thrór, Grór, verso i Colli Ferrosi.

### Fundin
Fundin era il figlio di Farin, il fratello di Gróin, e il padre di Balin e Dwalin, due degli accompagnatori di Thorin Scudodiquercia nella ricerca di Erebor. Fundin fu ucciso sotto il Cancello Orientale di Khazad-dûm nella battaglia di Azanulbizar durante la Guerra tra i Nani e gli Orchi. Dopo la battaglia, tutti i nani caduti, compreso Fundin, furono spogliati delle loro armature dai loro parenti, e furono cremati sulle pire di legno.

### Gamil Zirak
Gamil Zirak era un fabbro dei Nani, che fu maestro di Telchar di Nogrod. Gamil era un grande artigiano, i cui lavori furono ritrovati tra i tesori di Elu Thingol.

### Gimli
Gimli Figlio di Glóin, era un nano che faceva parte della compagnia dell'anello. Fu un grandissimo cercatore di quarzo. Divenne amico di Legolas di Bosco Atro e di Aragorn, figlio di Arathorn II.

### Glóin (Re)
Glóin era il figlio di Groin, e successe a Thorin I come re della Gente di Durin. Egli ampliò le miniere dell'Ered Mithrin, e inoltre abbandonò Erebor.

### Glóin
Glóin era uno dei dodici accompagnatori di Thorin Scudodiquercia e Bilbo Baggins nella Ricerca di Erebor. Era figlio di Gróin, bisnipote di Borin, figlio minore del Re Náin II, e perciò discendente diretto di Durin il Senzamorte stesso. Óin, un altro dei compagni di Thorin, era suo fratello. Glóin e il fratello Óin avevano una particolare abilità nell'accendere un fuoco. Era padre di Gimli e insieme si recarono a Gran Burrone in tempo per il Consiglio di Elrond (erano presenti anche Bilbo e Frodo, portatori dell'Anello), come ambasciatori di Dáin per portare notizie di Erebor, Moria, e quanto sapevano dei piani di Sauron e per chiedere informazioni sulla spedizione a Moria di suo cugino Balin. Morì nell'anno 15 della Quarta Era a 253 anni.
Nel film The Hobbit del 1977 è doppiato da Jack DeLeon. Nella trilogia di Peter Jackson è interpretato dall'attore Peter Hambleton ed è doppiato in italiano da Claudio Fattoretto ne Lo Hobbit - Un viaggio inaspettato e da Edoardo Siravo ne Lo Hobbit - La desolazione di Smaug e Lo Hobbit - La battaglia delle cinque armate. Quando i Nani vengono catturati dagli Elfi, mostra a Legolas un ritratto di suo figlio Gimli. Appare brevemente anche ne Il Signore degli Anelli - La Compagnia dell'Anello, durante il Consiglio di Elrond.
Glóin è anche un personaggio eroe del gioco Il Signore degli Anelli: La battaglia per la Terra di Mezzo 2. Nella campagna si unisce a Glorfindel come segno di alleanza tra nani ed elfi dopo l'assedio dei goblin a Gran Burrone.

### Gróin
Gróin era figlio di Farin e padre di Óin e Glóin.

### Grór
Grór era il figlio minore del Re Dáin I, e fratello minore di Frór e Thrór. Quando Thrór abbandonò le Montagne Grigie per risanare il Regno di Erebor, Grór decise di fermarsi ai Colli Ferrosi, dominando sulla maggior parte della Gente di Durin anche se il Re era suo fratello. L'omicidio di Thrór causò la guerra tra Nani e Orchi conclusasi con la Battaglia di Azanulbizar nell'anno 2799. È molto probabile che Grór abbia saputo della morte di suo fratello, nonostante la sua età potrebbe essere stata un fattore che lo astenne dal partecipare alla guerra, poiché la sua morte fu nel 2805, cinque anni dopo.

### Ibûn
Ibûn, figlio di Mîm, fu uno degli ultimi Nanerottoli.

### Khîm
Khîm, figlio di Mîm, fu uno degli ultimi Nanerottoli. Fu ucciso da Andróg, un uomo della compagnia di Túrin.

### Kíli
Kíli era uno dei dodici accompagnatori di Thorin Scudodiquercia e Bilbo Baggins nella Ricerca di Erebor. Lui e suo fratello Fíli erano figli di Dís, sorella di Thorin. I due fratelli venivano descritti come molto giovani in termini di Nani, più giovani degli altri per qualche cinquantina d'anni, e con una vista molto acuta, inoltre Kíli è più giovane di Fíli di cinque anni. I fratelli sono ripetutamente descritti come allegri, gli unici due ad uscire dalle botti "più o meno sorridendo".
Nella trilogia di Peter Jackson è interpretato dall'attore Aidan Turner ed è doppiato in italiano da Stefano Crescentini. Ne Lo Hobbit - La desolazione di Smaug il nano si innamorerà dell'elfa Tauriel, assente nel libro e creata per il film. Durante il viaggio nelle botti, sarà ferito ad una gamba da una freccia Morgul lanciata dall'orco Bolg. Verrà lasciato alla Città del Lago da suo zio Thorin prima della partenza dei nani verso la Montagna Solitaria, visto che la ferita nella gamba lo aveva reso debole. Verrà poi curato da Tauriel. La sua morte, così come quella di suo fratello Fìli, è diversa rispetto al libro. Infatti non muore cercando di salvare Thorin, ma verrà ucciso da Bolg cercando di proteggere Tauriel.

### Lóni
Lóni, famoso membro della Compagnia dei Popoli Liberi del Nord, partecipó, prima della riconquista di Moria, a molti eventi che interessarono le terre comprese tra Bosco Atro e la Città del Lago. Celebrato e inneggiato, era uno dei sei capi-Nani che entrarono a Moria con Balin. Assieme a Frár e Náli cadde difendendo il Ponte di Khazad-dûm e il Secondo Salone.

### Mîm
Era uno degli ultimi Nanerottoli, che viveva con i suoi due figli, Ibûn e Khîm, ad Amon Rûdh, nel Beleriand centrale. Sebbene avesse ospitato la compagnia di fuorilegge capitanata da Túrin, dopo l'arrivo dell'odiato Beleg, insofferente verso gli elfi e avidissimo di ricchezze, li consegnò agli Orchi. Rimasto solo, Mîm si trasferì poi nelle rovine di Nargothrond, dove era custodito un immenso tesoro, e fu alla fine ucciso da Húrin, al quale si era opposto mentre questi cercava di entrare nella fortezza.

### Náin I
Náin I era il figlio di Durin VI. Quando suo padre fu ucciso dal Flagello di Durin, gli successe come Re di Khazad-dûm, prima di essere lui stesso ucciso l'anno seguente dallo stesso Flagello. Dopo la sua morte, i rimanenti della Gente di Durin fuggirono da Khazad-dûm, e la colonia fu ribattezzata Moria. Il successore di Náin I sul trono fu Thráin I.

### Náin II
Náin II era un Re della Gente di Durin, figlio di Óin. Sotto Náin II, i Nani vissero pacificamente nell'Ered Mithrin fino a quando non vennero attaccati dai Draghi. Il suo successore fu suo figlio, Dáin I. Ebbe un figlio più giovane, Borin, dal quale parecchi dei compagni di Thorin Scudodiquercia discendevano.

### Náin, figlio di Grór
Náin, figlio di Grór, mandato dal padre alla Battaglia di Nanduhirion, fu ucciso da Azog, che aveva sfidato a duello, e il potere sui nani dei Colli Ferrosi passò a suo figlio Dáin II Piediferro.

### Náli
Náli era un nano di Erebor, che alloggiava alla locanda del Puledro Impennato quando Frodo Baggins ci arrivò. Náli era uno dei sei Capi-Nani che entrarono con Balin a Moria. Assieme a Frár e Lóni cadde difendendo il Ponte di Khazad-dûm e il Secondo Salone.

### Nár
Nár era il compagno di Thrór durante il suo infelice tentativo di recuperare Moria. Dopo la morte di Thrór, Nár portò le tristi notizie a Thráin II, figlio del re.

### Narvi
Narvi era un nano di Moria che costruì il Cancello Ovest delle miniere nella Seconda Era. Il suo nome fu impresso sulla porta da Celebrimbor, che scrisse in Elfico Sindarin per conto di Narvi. L'iscrizione dice Im Narvi hain echant. Celebrimbor o Eregion teithant i thiw hin: "Io, Narvi, le feci. Celebrimbor dell'Agrifogliere tracciò questi segni". Nella serie TV Il Signore degli Anelli - Gli Anelli del Potere, è interpretato da Kevin Eldon e doppiato da Vladimiro Conti.

### Nori
Nori era uno dei dodici accompagnatori di Thorin Scudodiquercia e Bilbo Baggins nella Ricerca di Erebor. Ori e Dori sono suoi fratelli.
Nel film The Hobbit del 1977 è doppiato da Jack DeLeon. Nella trilogia di Peter Jackson è interpretato dall'attore Jed Brophy ed è doppiato in italiano da Luigi Ferraro. In La desolazione di Smaug aiuterà inutilmente Dwalin a cercare il buco della serratura della porta segreta sulla montagna, che verrà poi trovata da Bilbo.

### Óin (Re)
Óin successe a suo fratello Glóin come Re della Gente di Durin, regnando dal 2385 al 2488 della Terza Era.

### Óin
Óin, figlio di Gróin era uno dei dodici accompagnatori di Thorin Scudodiquercia e Bilbo Baggins nella Ricerca di Erebor. Insieme con il fratello Glóin aveva una particolare abilità nell'accendere un fuoco. Era anche uno dei sei capi-Nani che entrarono a Moria con Balin. Come narrato nel Libro di Mazarbul, la sua morte avvenne mentre cercava di scappare per la Porta Occidentale, catturato dall'Osservatore nell'acqua.
Nel film The Hobbit del 1977 è doppiato da Jack DeLeon. Nella trilogia de Lo Hobbit di Peter Jackson è interpretato dall'attore John Callen ed è doppiato in italiano da Andrea Tidona. Nei film il suo ruolo nella compagnia è quello di medico e viene mostrato con un apparecchio acustico, che verrà danneggiato dai goblin durante l'interrogatorio ai nani nella Città dei Goblin. Nonostante nel libro non avvenga, Óin rimane alla Città del Lago a vegliare su Kili, rimasto ferito durante gli scontri con gli orchi durante la fuga nei barili.

### Ori
Ori era uno dei dodici accompagnatori di Thorin Scudodiquercia e Bilbo Baggins nella Ricerca di Erebor. Era anche uno dei sei capi-Nani che entrarono a Moria con Balin. Fu uno degli ultimi membri della colonia di Balin ad essere uccisi, difatti scrisse alcune delle ultime pagine del Libro di Mazarbul. Questo libro fu scoperto più tardi dalla Compagnia dell'Anello.
Nel film The Hobbit del 1977 è doppiato da Jack DeLeon. Nella trilogia di Peter Jackson è interpretato dall'attore Adam Brown ed è doppiato in italiano da Edoardo Stoppacciaro. Mostrato come uno dei più giovani della compagnia, usa spesso una fionda come arma e viene spesso rimproverato da suo fratello Dori.

### Telchar
Telchar era un Nano di Nogrod nei Monti Azzurri. Fu uno dei più grandi fabbri della Terra di Mezzo. Tra i suoi lavori c'erano Angrist, Narsil e l'Elmo-Drago di Dor-lómin.

### Thorin
Thorin I era il figlio di Thráin I, e successe a suo padre come Re di Erebor e della Gente di Durin. Lasciò Erebor con la maggior parte della sua gente, spostandosi verso Ered Mithrin. Il suo successore fu Glóin.

### Thorin III Elminpietra
Thorin III Elminpietra era figlio ed erede di Dáin II Piediferro della gente di Durin, che era signore dei Nani di Erebor e dei Colli Ferrosi nelle Terre Selvagge.
Divenne Re sotto la montagna quando suo padre Dáin fu ucciso durante la Guerra dell'Anello nell'anno 3019 della Terza Era. Thorin III aiutò a ricostruire Erebor e Dale, che prosperarono. Il suo regno diventò un vicino alleato dei Regni Riuniti di Arnor e Gondor di Re Elessar.
Durante il suo potere, Gimli, figlio di Glóin, guidò un numero di Nani ad Aglarond, dove fu stabilita una nuova signoria, la più simile ad una colonia della Gente di Durin sotto il vassallaggio del Re di Erebor.
Thorin III ebbe un lontano discendente, Durin VII l'Ultimo, che fu creduto la reincarnazione finale di Durin il Senzamorte.

### Thráin I
Thráin I, a volte detto Thráin il Vecchio, era figlio di Náin I, e successe a suo padre come Re di Khazad-dûm. Quando suo padre fu ucciso dal Balrog come suo nonno Durin VI, Thráin I fuggì da Khazad-dûm insieme con i superstiti della gente di Durin, migrando a Erebor, che fondò lui stesso nell'anno 1999 della Terza Era dove trovo l'Archepietra. Il suo successore fu Thorin I.

### Thráin II
Thráin II viene menzionato ne Lo Hobbit, nelle appendici de Il Signore degli Anelli e nei Racconti incompiuti.
All'interno del corpus dello scrittore, Thráin II è un Re dei Nani della stirpe dei Lungobarbi, oltre che il figlio di Thrór e il padre del più noto Thorin Scudodiquercia. La sua figura è minima nei romanzi scritti da Tolkien, ma nei Racconti incompiuti si scopre avere un ruolo chiave all'interno dell'intreccio narrativo che porterà suo figlio Thorin a reclamare il trono di Erebor.
Il suo nome deriva da Þráinn, un famoso nano della mitologia norrena.
Figlio di Thrór, Re sotto la Montagna, Thráin succedette al padre dopo la conquista di Erebor da parte del malvagio drago Smaug. Suo padre gli lasciò in dono l'ultimo dei Sette Anelli dei Nani e partì alla volta di Moria, dove però fu ucciso da Azog. Thráin, dopo aver saputo della morte del genitore, spronò i suoi confratelli a combattere gli orchi. La battaglia che ne seguì fu la battaglia di Azanulbizar, vinta dai nani con moltissime perdite e che costò a Thráin la perdita di un occhio e una ferita alla gamba. Dopo questa battaglia, il re dei nani decise di non metter più piede a Moria e di stabilirsi con il figlio ed i resti del suo popolo ad Est delle Montagne Azzurre.
L'Unico Anello, che aveva il potere di controllare tutti gli altri Anelli del Potere e i suoi portatori, riuscì a controllare l'ultimo dei Sette Anelli dei Nani e, quindi, a sottomettere il povero Thráin. Diventato insofferente e insoddisfatto a causa dell'Unico, Thráin decise di ritornare a Erebor con un gruppo di compagni. La compagnia si accampò sotto le fronde del Bosco Atro, ma qui Thráin venne catturato e condotto al cospetto di Sauron, insediatosi nella fortezza di Dol Guldur, che lo fece torturare e lo depredò del suo anello. Thráin fu lasciato a morire nei sotterranei della fortezza, ma rimase in vita giusto in tempo per incontrare Gandalf, recatosi in missione a Dol Guldur per scoprire quale forza maligna fosse in azione in quel luogo (il Negromante, cioè Sauron).
Thráin, ormai impazzito, non ricordava né il suo nome e né quello del figlio e Gandalf non capì subito che si trovava davanti al figlio di Thrór. Il Nano, prossimo alla morte, diede a Gandalf la mappa di Erebor, pregandolo di consegnarla al figlio Thorin. Solo più tardi Gandalf, grazie ad un casuale incontro con Thorin a Brea, capirà l'identità del nano che aveva incontrato nei sotterranei di Dol Guldur.
Nella trilogia cinematografica de Lo Hobbit diretta da Peter Jackson, il ruolo di Thráin è interpretato da giovane da due attori neozelandesi, Michael Mizrahi e Thomas Robins, nel primo film: Mizrahi lo interpreta nelle prime scene del prologo, mentre Thomas Robins (già interprete dello Hobbit Déagol ne Il Signore degli Anelli - Il ritorno del re), interpreta il nano sempre nelle scene iniziali mostrate nel prologo del primo film, più precisamente nelle sequenze dell'attacco del drago Smaug ad Erebor.
L'attore britannico Antony Sher interpreta invece Thráin a mezza età nei flashback della battaglia di Azanulbizar e da anziano nella trama di Dol Guldur: queste scene sono presenti però solo nella versione estesa del secondo film. Thráin consegna la chiave di Durin e la mappa di Erebor a Gandalf prima della Battaglia di Moria, in cui, dopo la morte di suo padre Thrór, viene sconfitto anch'egli da Azog, che gli taglia in battaglia il dito che portava l'ultimo dei Sette Anelli e lo tortura imprigionandolo nella fortezza, dove verrà trovato da Gandalf e ucciso dal Negromante durante lo scontro tra il mago e il signore oscuro (questo avviene simultaneamente ai fatti della cerca di Erebor, e non novant'anni prima).
Nella versione cinematografica del secondo film il personaggio è completamente assente e viene solo menzionato da Thorin e dato per disperso dopo la Battaglia di Moria. In origine, quando i film de Lo Hobbit dovevano essere solo due, le scene con Thráin a Dol Guldur dovevano essere nella versione cinematografica del primo film. Jackson, in seguito, decise di realizzare una trilogia e decise di inserire queste scene nella versione estesa de Lo Hobbit - La desolazione di Smaug, poiché seppur di rilievo la sottotrama dedicata al padre di Thorin avrebbe rallentato la trama principale. Alcune sequenze dello scontro tra Gandalf e Thráin a Dol Goldur appaiono nel trailer cinematografico del secondo film. È doppiato in italiano da Saverio Moriones.

### Thrór
Thrór era un re della Gente di Durin, figlio di Dáin I, e fratello di Frór e Grór. Nel 2790 viaggiò con Nár a Moria, per entrarci, e fu ucciso da Azog l'Orco, evento che diede inizio alla Guerra tra i Nani e gli Orchi.
Thrór fu il primo Re che visse in esilio: dopo che un drago delle Montagne Grigie ebbe ucciso Dáin I e Frór, si diresse verso Erebor E solo una parte della gente di Durin lo seguì, perché la Maggior parte seguirono suo fratello Gror verso i Colli Ferrosi. Fu cacciato da Erebor, diventata ricchissima, a causa dell'arrivo del drago Smaug.
Ne Lo Hobbit - Un viaggio inaspettato è interpretato dall'attore Jeffrey Thomas.

## Albero genealogico della stirpe di Durin
|                             |                             |                             |                             |                          |                          |                        |                                         |                                         |                         |                          |                          |                        |                       |                       |                       |                       |
|                             |                             |                             |                             |                          |                          |                        |                                         | Durin I il Senzamorte ca 1050 AA        |                         |                          |                          |                        |                       |                       |                       |                       |
|                             |                             |                             |                             |                          |                          |                        |                                         |                                         |                         |                          |                          |                        |                       |                       |                       |                       |
|                             |                             |                             |                             |                          |                          |                        |                                         |                                         |                         |                          |                          |                        |                       |                       |                       |                       |
|                             |                             |                             |                             |                          |                          |                        |                                         | -                                       |                         |                          |                          |                        |                       |                       |                       |                       |
|                             |                             |                             |                             |                          |                          |                        |                                         |                                         |                         |                          |                          |                        |                       |                       |                       |                       |
|                             |                             |                             |                             |                          |                          |                        |                                         |                                         |                         |                          |                          |                        |                       |                       |                       |                       |
|                             |                             |                             |                             |                          |                          |                        |                                         | Durin II fine PE                        |                         |                          |                          |                        |                       |                       |                       |                       |
|                             |                             |                             |                             |                          |                          |                        |                                         |                                         |                         |                          |                          |                        |                       |                       |                       |                       |
|                             |                             |                             |                             |                          |                          |                        |                                         |                                         |                         |                          |                          |                        |                       |                       |                       |                       |
|                             |                             |                             |                             |                          |                          |                        |                                         | -                                       |                         |                          |                          |                        |                       |                       |                       |                       |
|                             |                             |                             |                             |                          |                          |                        |                                         |                                         |                         |                          |                          |                        |                       |                       |                       |                       |
|                             |                             |                             |                             |                          |                          |                        |                                         |                                         |                         |                          |                          |                        |                       |                       |                       |                       |
|                             |                             |                             |                             |                          |                          |                        |                                         | Durin III                               |                         |                          |                          |                        |                       |                       |                       |                       |
|                             |                             |                             |                             |                          |                          |                        |                                         |                                         |                         |                          |                          |                        |                       |                       |                       |                       |
|                             |                             |                             |                             |                          |                          |                        |                                         |                                         |                         |                          |                          |                        |                       |                       |                       |                       |
|                             |                             |                             |                             |                          |                          |                        |                                         | -                                       |                         |                          |                          |                        |                       |                       |                       |                       |
|                             |                             |                             |                             |                          |                          |                        |                                         |                                         |                         |                          |                          |                        |                       |                       |                       |                       |
|                             |                             |                             |                             |                          |                          |                        |                                         |                                         |                         |                          |                          |                        |                       |                       |                       |                       |
|                             |                             |                             |                             |                          |                          |                        |                                         | Durin IV fine SE - inizio TE            |                         |                          |                          |                        |                       |                       |                       |                       |
|                             |                             |                             |                             |                          |                          |                        |                                         |                                         |                         |                          |                          |                        |                       |                       |                       |                       |
|                             |                             |                             |                             |                          |                          |                        |                                         |                                         |                         |                          |                          |                        |                       |                       |                       |                       |
|                             |                             |                             |                             |                          |                          |                        |                                         | -                                       |                         |                          |                          |                        |                       |                       |                       |                       |
|                             |                             |                             |                             |                          |                          |                        |                                         |                                         |                         |                          |                          |                        |                       |                       |                       |                       |
|                             |                             |                             |                             |                          |                          |                        |                                         |                                         |                         |                          |                          |                        |                       |                       |                       |                       |
|                             |                             |                             |                             |                          |                          |                        |                                         | Durin V ca 1000 TE                      |                         |                          |                          |                        |                       |                       |                       |                       |
|                             |                             |                             |                             |                          |                          |                        |                                         |                                         |                         |                          |                          |                        |                       |                       |                       |                       |
|                             |                             |                             |                             |                          |                          |                        |                                         |                                         |                         |                          |                          |                        |                       |                       |                       |                       |
|                             |                             |                             |                             |                          |                          |                        |                                         | -                                       |                         |                          |                          |                        |                       |                       |                       |                       |
|                             |                             |                             |                             |                          |                          |                        |                                         |                                         |                         |                          |                          |                        |                       |                       |                       |                       |
|                             |                             |                             |                             |                          |                          |                        |                                         |                                         |                         |                          |                          |                        |                       |                       |                       |                       |
|                             |                             |                             |                             |                          |                          |                        |                                         | Durin VI 1731 TE - 1980 TE              |                         |                          |                          |                        |                       |                       |                       |                       |
|                             |                             |                             |                             |                          |                          |                        |                                         |                                         |                         |                          |                          |                        |                       |                       |                       |                       |
|                             |                             |                             |                             |                          |                          |                        |                                         |                                         |                         |                          |                          |                        |                       |                       |                       |                       |
|                             |                             |                             |                             |                          |                          |                        |                                         | Náin I 1832 TE - 1981 TE                |                         |                          |                          |                        |                       |                       |                       |                       |
|                             |                             |                             |                             |                          |                          |                        |                                         |                                         |                         |                          |                          |                        |                       |                       |                       |                       |
|                             |                             |                             |                             |                          |                          |                        |                                         |                                         |                         |                          |                          |                        |                       |                       |                       |                       |
|                             |                             |                             |                             |                          |                          |                        |                                         | Thráin I il Vecchio 1934 TE - 2190 TE   |                         |                          |                          |                        |                       |                       |                       |                       |
|                             |                             |                             |                             |                          |                          |                        |                                         |                                         |                         |                          |                          |                        |                       |                       |                       |                       |
|                             |                             |                             |                             |                          |                          |                        |                                         |                                         |                         |                          |                          |                        |                       |                       |                       |                       |
|                             |                             |                             |                             |                          |                          |                        |                                         | Thorin I 2035 TE - 2289                 |                         |                          |                          |                        |                       |                       |                       |                       |
|                             |                             |                             |                             |                          |                          |                        |                                         |                                         |                         |                          |                          |                        |                       |                       |                       |                       |
|                             |                             |                             |                             |                          |                          |                        |                                         |                                         |                         |                          |                          |                        |                       |                       |                       |                       |
|                             |                             |                             |                             |                          |                          |                        |                                         | Glóin 2136 TE - 2385 TE                 |                         |                          |                          |                        |                       |                       |                       |                       |
|                             |                             |                             |                             |                          |                          |                        |                                         |                                         |                         |                          |                          |                        |                       |                       |                       |                       |
|                             |                             |                             |                             |                          |                          |                        |                                         |                                         |                         |                          |                          |                        |                       |                       |                       |                       |
|                             |                             |                             |                             |                          |                          |                        |                                         | Sbavator 2238 TE - 2488 TE              |                         |                          |                          |                        |                       |                       |                       |                       |
|                             |                             |                             |                             |                          |                          |                        |                                         |                                         |                         |                          |                          |                        |                       |                       |                       |                       |
|                             |                             |                             |                             |                          |                          |                        |                                         |                                         |                         |                          |                          |                        |                       |                       |                       |                       |
|                             |                             |                             |                             |                          |                          |                        |                                         | Náin II 2338 TE - 2585 TE               |                         |                          |                          |                        |                       |                       |                       |                       |
|                             |                             |                             |                             |                          |                          |                        |                                         |                                         |                         |                          |                          |                        |                       |                       |                       |                       |
|                             |                             |                             |                             |                          |                          |                        |                                         |                                         |                         |                          |                          |                        |                       |                       |                       |                       |
|                             |                             |                             |                             | Dain I 2440 TE - 2589 TE | Dain I 2440 TE - 2589 TE |                        |                                         |                                         |                         |                          |                          | Borin                  | Borin                 |                       |                       |                       |
|                             |                             |                             |                             |                          |                          |                        |                                         |                                         |                         |                          |                          |                        |                       |                       |                       |                       |
|                             |                             |                             |                             |                          |                          |                        |                                         |                                         |                         |                          |                          |                        |                       |                       |                       |                       |
|                             |                             | Thrór 2542 TE - 2790 TE     | Thrór 2542 TE - 2790 TE     | Frór 2552 TE - 2589 TE   | Frór 2552 TE - 2589 TE   |                        | Grór 2563 TE - 2805 TE                  | Grór 2563 TE - 2805 TE                  |                         |                          |                          | Farin                  | Farin                 |                       |                       |                       |
|                             |                             |                             |                             |                          |                          |                        |                                         |                                         |                         |                          |                          |                        |                       |                       |                       |                       |
|                             |                             |                             |                             |                          |                          |                        |                                         |                                         |                         |                          |                          |                        |                       |                       |                       |                       |
|                             |                             | Thrain II 2644 TE - 2850 TE | Thrain II 2644 TE - 2850 TE |                          |                          |                        | Nain 2665 TE - 2799 TE                  | Nain 2665 TE - 2799 TE                  |                         | Fundin 2662 TE - 2799 TE | Fundin 2662 TE - 2799 TE |                        |                       | Gróin                 | Gróin                 |                       |
|                             |                             |                             |                             |                          |                          |                        |                                         |                                         |                         |                          |                          |                        |                       |                       |                       |                       |
|                             |                             |                             |                             |                          |                          |                        |                                         |                                         |                         |                          |                          |                        |                       |                       |                       |                       |
| Thorin II 2746 TE - 2941 TE | Thorin II 2746 TE - 2941 TE | Frerin 2751 TE - 2799 TE    | Frerin 2751 TE - 2799 TE    | Dis 2760 TE              | Dis 2760 TE              |                        | Dain II Piediferro 2767 TE - 3019 TE    | Dain II Piediferro 2767 TE - 3019 TE    | Balin 2763 TE - 2994 TE | Balin 2763 TE - 2994 TE  | Dwalin 2772 TE - 91 QE   | Dwalin 2772 TE - 91 QE | Oin 2774 TE - 2994 TE | Oin 2774 TE - 2994 TE | Glóin 2783 TE - 15 QE | Glóin 2783 TE - 15 QE |
|                             |                             |                             |                             |                          |                          |                        |                                         |                                         |                         |                          |                          |                        |                       |                       |                       |                       |
|                             |                             |                             |                             |                          |                          |                        |                                         |                                         |                         |                          |                          |                        |                       |                       |                       |                       |
|                             |                             |                             | Kili 2864 TE - 2941 TE      | Kili 2864 TE - 2941 TE   | Fili 2859 TE - 2941 TE   | Fili 2859 TE - 2941 TE | Thorin III Elminpietra 2866 TE - 137 QE | Thorin III Elminpietra 2866 TE - 137 QE |                         |                          |                          |                        |                       |                       | Gimli 2879 TE         | Gimli 2879 TE         |
|                             |                             |                             |                             |                          |                          |                        |                                         |                                         |                         |                          |                          |                        |                       |                       |                       |                       |
|                             |                             |                             |                             |                          |                          |                        |                                         |                                         |                         |                          |                          |                        |                       |                       |                       |                       |
|                             |                             |                             |                             |                          |                          |                        | ...                                     |                                         |                         |                          |                          |                        |                       |                       |                       |                       |
|                             |                             |                             |                             |                          |                          |                        |                                         |                                         |                         |                          |                          |                        |                       |                       |                       |                       |
|                             |                             |                             |                             |                          |                          |                        |                                         |                                         |                         |                          |                          |                        |                       |                       |                       |                       |
|                             |                             |                             |                             |                          |                          |                        | Durin VII                               |                                         |                         |                          |                          |                        |                       |                       |                       |                       |